# AB-3水上偵察機
愛知AB-3單座水上偵察機（The Aichi Experimental AB-3 Single-Seat Reconnaissance Seaplane），是日本愛知時計電機為配合中華民國海軍寧海號輕巡洋艦運用而製作的複翼單座雙浮舟式水上偵察機。製作機數1架。

## 概要
1928年（昭和3年），播磨造船所承造中華民國海軍巡洋艦寧海號，預定搭載的水上偵察機交由愛知電機製作，設計要求為：
- 艦上搭載用，主翼採簡單確實的分解組合式，能迅速揚收格納的單座水上偵察機。
- 型式為複翼雙浮舟。
- 引擎：神風130HP一具
- 主翼卸除後的格納尺寸為高3.2m、寬3.3m以內。
- 構造上主翼採木製貼布、尾翼採金屬製貼布、機身採鋼管製貼布、浮舟採輕金屬製。
- 搭載量：乘員一名、燃料及潤滑油全速3小時份、其他兵器30kg。
- 性能：最大時速100kt、上升力3000m20分以內、實用上升限度400m、著水速度43kt。

愛知以三木鐵夫技師為設計主任，構造承襲亨克爾水上偵察機的木金混合骨架貼布，並參考該公司同時試作的AB-2彈射用複座水上偵察機設計，於1932年（昭和7年）1月完成。1932年2月在名古屋港試飛，一般性能、操縱性表現比預期為佳，本機為愛知開發小型艦船、潛艦搭載用水上偵察機的起點。
本機完成後隨竣工的巡洋艦寧海號出口至中國，中華民國海軍製造飛機處馬德樹中尉參考本機設計，使用與寧海號一同買回來的備用神風引擎，於1934年（民國23年）仿製一架同型機，命名為辛式一型水上偵察機寧海號，作為寧海艦之備用機。

## 性能諸元[3]
- 乘員：1
- 全長：6.6m
- 全寬：9m
- 全高：2.88m
- 自重：575kg
- 全備重量：790kg
- 引擎：瓦斯電神風空冷星型7氣缸130HP一具
- 螺旋槳：木製二葉固定式、直徑2.25m
- 最高時速：194km
- 巡航時速：137km
- 最低時速：65km
- 爬昇速度：500m1分50秒、1000m3分50秒、2000m9分、3000m15分40秒、4000m27分50秒、5000m59分30秒
- 實用爬昇限度：4300m
- 航續力：702km＼5.1小時
- 燃料：130公升
- 潤滑油：12公升
- 武裝用有效搭載量：20kg

## 使用國家
- 中華民國

### 引用
1. ↑  姜長英 原著、文良彥·劉文孝 補校《中國航空史》（中國之翼出版社、1993年） ISBN 957-8628-07-2　第三章  航空工業　53~54頁
2. ↑  發動機製造廠文獻編輯委員會《航空救國 發動機製造廠之興衰》（河中文化、2008年） ISBN 978-957-29033-8-4　林致平「中國近代（1912-1949）航空工業之發展」　465~466頁
3. ↑  野沢正 編著『日本航空機総集』第二巻 愛知・空技廠篇 54頁

## 外部連結
- 寧海1號和寧海2號（页面存档备份，存于）